# Microsoft Dynamics
Microsoft Dynamics是微软公司面向企业的商业软件。

## 分支
- 客户关系管理（CRM）： 
  - Microsoft Dynamics CRM
- 企业资源计划（ERP）：
  - Microsoft Dynamics AX（Axapta）中大型企业国际化应用支持与Office集成
  - Microsoft Dynamics GP（Great Plains）低端中等市场商务过程
  - Microsoft Dynamics NAV（Navision）业务解决方案系统
  - Microsoft Dynamics SL（Solomon）项目型、服务型及分销驱动型组织